# Vili

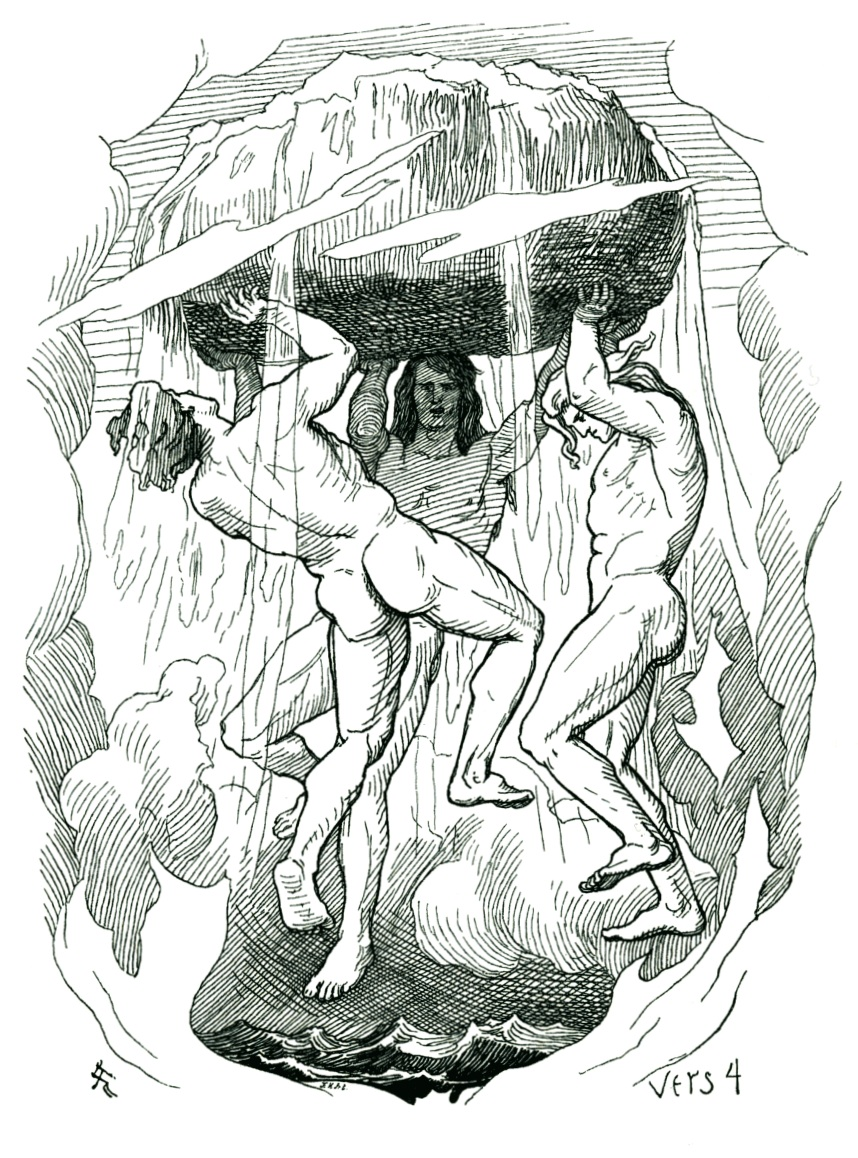
Odin, Vili und Vé heben das Land aus dem Ginnungagap, Illustration von Lorenz Frølich

Vili, auch Wili (altnordisch Vili „Wille“), ist in der nordischen Mythologie der Bruder von Odin, des obersten Gotts, und von Vé, mit dem er stets zusammen genannt wird.
Der Isländer Snorri Sturluson (13. Jahrhundert) berichtet in seiner Prosa-Edda, dass die drei Brüder von der Riesin Bestla und von Borr abstammen, den Buri zeugte. Da sie den Urzeitriesen Ymir töten und aus seinen Körperteilen die Welt erbauen, sind sie die Schöpfer der Welt. Zum Abschluss des Schöpfungswerks erschaffen sie die ersten Menschen namens Ask und Embla. Zudem erzählt Snorri in seinem Werk Heimskringla in der Ynglinga saga, dass Vili und Vé während einer langen Abwesenheit Odins dessen Herrschaft übernehmen und sich sein Weib Frigg teilen, weil sie glauben, er käme nicht mehr zurück. Ihre Regentschaft endet schließlich mit der Rückkehr Odins.
Snorri umreißt damit alle Mythen, in denen Vili und Vé überhaupt von Bedeutung sind. Die Bruderschaft der drei Götter bezeugen auch andere Quellen der nordischen Mythologie. Ebenso die Abstammung Odins von Burr (Borr) und Bestla. Einig sind sich die Quellen auch darin, dass Vili und Vé Mitschöpfer der Welt sind, jedoch scheint die Völuspá ein Weltschöpfungsmodell zu beschreiben, das nicht auf der Tötung Ymirs beruht. Nach ihr hoben Burrs Söhne das Land aus dem Ginnungagap, worin einige gewichtige Stimmen in der Forschung eine Schöpfung der Welt aus dem Urmeer sehen, wie sie typisch für viele Mythologien Eurasiens ist. Die Erschaffung der ersten Menschen wird in der Völuspá in klarem Widerspruch durch Odin, Hönir und Lodur vorgenommen. Man geht davon aus, dass in Snorris Werk bewusste Eingriffe in die Mythen zum Vorschein kommen, die zum Ziel hatten, Widersprüche zwischen den einzelnen Mythen auszuräumen. Mit einer Weltschöpfung aus dem Wasser konnte Snorri offenbar nicht mehr viel anfangen, er übergeht die entsprechenden Hinweise schlichtweg. Die Dreiheit der Weltschöpfer unter der Führung Odins setzte er offenbar mit der Dreiheit der Menschenschöpfer gleich, die ebenfalls von Odin angeführt werden.
Insgesamt zeichnen die nordischen Mythen von Vili und Vé ein recht blasses Bild. Sie werden kaum erwähnt und führen kein Eigenleben ohne Bezug zu Odin. Ihre Namen lassen sich zwar leicht übersetzen, jedoch drücken sie nichts aus, was in den Mythen einen Widerhall fände. In der älteren Forschung gab es deswegen einige Stimmen, die sagten, dass Vili und Vé in Anlehnung an die christliche Trinität erst spät in die nordischen Mythologie eingeführt wurden. Das heißt, dass sie weder zur Volksmythologie gehörten, noch heidnischen Ursprungs seien. Doch stammen Odins Brüder sogar ziemlich sicher noch aus urgermanischer Zeit, da die Namen der drei Brüder ursprünglich eine W-Alliteration bildeten, die erst in nordischer Zeit zerfiel, als sich *Wodanaz zu Odin wandelte. Unter den nordischen Göttern ist Odin zudem der Gott, der bevorzugt im Rahmen von Dreiheiten auftritt. Das ist auch nicht ungewöhnlich, da es bei den indogermanischen Völkern mehrere Fälle gibt, in denen der höchste Gott von zwei Brüdern umgeben ist.
Obwohl Buri nur bei Snorri bezeugt ist, fußt auch die Abstammungsreihe »Buri → Burr → drei Söhne« auf einem alten genealogischen Muster. In der Germania des Tacitus taucht in vergleichbarer Situation mit »Tuisto → Mannus → drei Söhne« dasselbe Abstammungsmuster auf. Auch hier gibt es indogermanische, aber auch außerindogermanische Parallelen.
Der bedeutsamste Mythos von Vili und Vé ist der von der Machtübernahme während Odins Abwesenheit. Auch dieser Mythos scheint ein hohes Alter zu haben. In Saxo Grammaticus Gesta Danorum werden zwei weitere Abwesenheiten Othins (Odins) angeführt, zwar in abweichenden Zusammenhängen,  jedoch lässt sich aus daraus ablesen, dass Odin wohl nicht freiwillig ging, wie bei Snorri in den Raum gestellt, sondern dass er wohl verbannt worden war. Das erinnert stark an alte indische, griechische und sumerische Mythen, in denen die Brüder (oder Söhne) des obersten Gottes diesen stürzen und die Herrschaft an sich reißen.
Eine keltische Parallele findet sich in dem walisischen Mythos von Math und seinen beiden mit ihm rivalisierenden Neffen Gwydyon und Gilfaethwy, der im Mabinogion überliefert ist. Setzt man die beiden Erzählungen miteinander gleich, so folgt daraus, dass in der nordischen Überlieferung ein Teil des Mythos verloren gegangen wäre, wonach aus dem Ehebruch ein Sohn hervorging, der in der nordischen Mythologie niemand anderes als Balder sein könne.